# IC 4772
IC 4772 ist eine Galaxie vom Hubble-Typ C im Sternbild Lyra am Nordsternhimmel. Sie ist schätzungsweise 327 Millionen Lichtjahre von der Milchstraße entfernt.
Das Objekt wurde am 7. September 1898 von Herbert Howe entdeckt.